# ساتسی
توتسی (Tsotsi) نام فیلمی از گوین هود و محصول کشور آفریقای جنوبی در سال ۲۰۰۵ است که موفق به دریافت اسکار بهترین فیلم خارجی در همین سال شد.

## خلاصهٔ داستان فیلم
توتسی، جوانی تبهکار است که بر اثر حادثه‌ای، مسئول نگهداری نوزادی می‌شود که این آشنایی باعث تغییراتی در زندگی وی می‌شود.

## بازیگران
| بازیگر               | نقش           |
| -------------------- | ------------- |
| پریسلی چه وه نه یاگی | توتسی         |
| موتوسی ماگانو        | بوستون        |
| اسرائیل ماکوئه       | پدر توتسی     |
| پرسی ماسته مه لا     | سرجنت زوما    |
| جری موفوکنگ          | موریس         |
| بنی موشه             | بچگی توتسی    |
| نامبیتا امپولوانا    | پوملا دوبه    |
| یان رابرتز           | کاپیتان اسمیت |

## جوایز
- دریافت اسکار بهترین فیلم خارجی در سال ۲۰۰۵
- نامزد دریافت بهترین فیلم و بهترین فیام نامه در جشنواره فیلم‌های اروپایی
- نامزد دریافت بهترین فیلم خارجی در گلدن گلوب